# Консервационна биология
Консервационната биология представлява научното изследване на природата и на биологичното разнообразие на Земята с цел опазване на видовете, техните екосистеми и естествени среди на местообитание от прекомерно нарастващите темпове на измиране и ерозията на биотичните взаимодействия. Това е интердисциплинарна тема, обхващаща природните и обществените науки и практиките на управление на природни ресурси.

## Произход на термина
Терминът консервационна биология е въведен като такъв за пръв път под формата на заглавие на конференция, проведена в Университета на Калифорния в Сан Диего през 1978 г. Организираната от биолозите Bruce Wilcox и Michael E. Soulé среща има за цел да изрази загрижеността на учените, и да постави за теми на дискусия проблеми като изсичането на тропическите гори, изчезването на видове и намаляващото генетичното разнообразие в рамките на дадени видове. Мултидисциплинарната основа на консервационната биология доведе до създаването на няколко нови субдисциплини, включително консервационна генетика, консервационно поведение и консервационна физиология.